# Distrito de Évreux
El distrito de Évreux es un distrito (en francés, arrondissement) del departamento de Eure, Normandía (Francia).
Al 1 de enero de 2022 cuenta con 103 comunas.

## División territorial

### Cantones
A partir de la reforma de 2015 un cantón en Francia es una circunscripción delimitada exclusivamente para la elección de concejales departamentales.
Por lo tanto, el cantón en Francia no es una persona jurídica. No tiene presupuesto, ni competencia, ni empleados, ni administrador, a diferencia de las comunidades de municipios u otras administraciones locales. Solo existe en el contexto de elecciones departamentales.

### Comunas
Las comunas que integran el distrito al 1 de enero de 2022 son las siguientes:
1. Acon
2. Angerville-la-Campagne
3. Arnières-sur-Iton
4. Aulnay-sur-Iton
5. Les Authieux
6. Aviron
7. La Baronnie
8. Les Baux-Sainte-Croix
9. Beaubray
10. Bois-le-Roi
11. Boncourt
12. La Bonneville-sur-Iton
13. Le Boulay-Morin
14. Bretagnolles
15. Burey
16. Caugé
17. Champ-Dolent
18. Champigny-la-Futelaye
19. La Chapelle-du-Bois-des-Faulx
20. Chavigny-Bailleul
21. Cierrey
22. Claville
23. Collandres-Quincarnon
24. Conches-en-Ouche
25. Coudres
26. Courdemanche
27. La Couture-Boussey
28. La Croisille
29. Croth
30. Dardez
31. Droisy
32. Émalleville
33. Épieds
34. Évreux
35. Ézy-sur-Eure
36. Fauville
37. Faverolles-la-Campagne
38. Ferrières-Haut-Clocher
39. La Ferrière-sur-Risle
40. Le Fidelaire
41. La Forêt-du-Parc
42. Foucrainville
43. Fresney
44. Garennes-sur-Eure
45. Gauciel
46. Gaudreville-la-Rivière
47. Gauville-la-Campagne
48. Glisolles
49. Gravigny
50. Grossœuvre
51. Guichainville
52. L'Habit
53. Huest
54. Illiers-l'Évêque
55. Irreville
56. Ivry-la-Bataille
57. Jumelles
58. Lignerolles
59. Louversey
60. Louye
61. La Madeleine-de-Nonancourt
62. Marcilly-la-Campagne
63. Marcilly-sur-Eure
64. Le Mesnil-Fuguet
65. Mesnil-sur-l'Estrée
66. Miserey
67. Moisville
68. Mouettes
69. Mousseaux-Neuville
70. Muzy
71. Nagel-Séez-Mesnil
72. Nogent-le-Sec
73. Nonancourt
74. Normanville
75. Ormes
76. Parville
77. Le Plessis-Grohan
78. Portes
79. Prey
80. Reuilly
81. Sacquenville
82. Saint-André-de-l'Eure
83. Saint-Élier
84. Saint-Georges-Motel
85. Saint-Germain-de-Fresney
86. Saint-Germain-des-Angles
87. Saint-Germain-sur-Avre
88. Saint-Laurent-des-Bois
89. Saint-Luc
90. Sainte-Marthe
91. Saint-Martin-la-Campagne
92. Saint-Sébastien-de-Morsent
93. Saint-Vigor
94. Sassey
95. Sébécourt
96. Serez
97. Tilleul-Dame-Agnès
98. Tourneville
99. La Trinité
100. Le Val-David
101. Le Val-Doré
102. Les Ventes
103. Le Vieil-Évreux